# Sárpilis
Sárpilis è un comune dell'Ungheria centro-meridionale di 711 abitanti (dati 2008). È situato nella contea di Tolna.